# منقارية (سلاح)

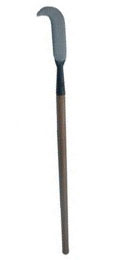
صنف مشهور من المقاريات.

المنقارية هو سلاح استخدمه المشاة في أوروبا في القرون الوسطى. المنقارية مشابهة من حيث الحجم والوظيفة والمظهر للرمح، ويختلف بشكل رئيس عنه في شكل الشفرة المعقوفة.

## الأنواع
تم استخدام المنقاريات القصيرة من قبل جيوش الهند التاريخية أيضًا، بشكل أساسي من قبل جنود المشاة في البنغال. في الوقت الحاضر، يتم استخدام إصدارات أصغر للزراعة وللمطبخ.